# Cymatozus polymorphomyiodes
Cymatozus polymorphomyiodes är en tvåvingeart som beskrevs av Günther Enderlein 1912. Cymatozus polymorphomyiodes ingår i släktet Cymatozus och familjen fläckflugor. Inga underarter finns listade i Catalogue of Life.